# Ona Vegué
Ona Vegué i Pena (Barcelona, 9 de julio de 1998) es una jugadora de balonmano española que juega con la selección y con el HSG Blomberg-Lippe alemán.

## Trayectoria
Criada en Torrelles de Llobregat y formada deportivamente en el Club Handbol Sant Vicenç,  llegó al primer equipo del Balonmano Granollers en la temporada 2016–17. Se mantuvo en el club granollerense hasta la temporada 2022-23. Es, hasta la fecha de su salida, la jugadora con más partidos disputados con 165 encuentros vistiendo la camiseta del club y la segunda en registro anotador, con 573 goles en División de Honor. 
En la primavera del 2023 anunció que no renovaría con el conjunto español y, tras las negociaciones que llevaron sus agentes Marko Bošković y Victor Tomás acabó recalando en el HSG Blomberg-Lippe, con el que firma un año. El club alemán tuvo que moverse rápidamente ante la lesión de su titular Tessa Budelmann.

### Clubes
- 2016–2023: KH-7 Bm Granollers
- 2023–: HSG Blomberg-Lippe

### Competiciones europeas
En la temporada 2019–20 participó con el KH-7 Bm Granollers en la Challengue Cup y volvió a competir, al año siguiente, en la misma competición, denominada EHF European Cup. Con el conjunto español consiguió un total de 65 goles en 10 partidos-

## Selección nacional
Habitual en las selecciones juniors y juveniles debutó con las Guerreras en un partido amistoso ante la selección danesa el 15 de abril de 2021 y fue convocada para participar en los Juegos del Mediterráneo Orán 2022 donde se hizo con la medalla de Oro y compartió vestuario con otras estrella de la Liga Guerreras Iberdrola como Paula Valdivia, Elena Cuadrado, Nicole Wiggins,...

## Palmarés

### Selección española
- 1 x Medalla de Oro en los Juegos del Mediterráneo celebrados en Oran 2022.

### Galardones individuales
- Mejor extremo izquierda en el European Open femenino 2016[6]
- Máxima goleadora de la Liga Guerreras Iberdrola 2021-22, con 154 goles.
- Mejor extremo izquierda de la Liga Guerreras Iberdrola 2022-23[7]

## Datos biográficos
Es hija de la exjugadora de balonmano Lydia Pena, y del alpinista y guía UIAGM Leo Vegué.